# Список Героев Украины/Д
В настоящем списке в алфавитном порядке представлены люди, получившие почётное звание Герой Украины, чьи фамилии начинаются с буквы «Д».
- Список содержит информацию о дате указа присвоения почётного звания, роде деятельности награждённых и годах их жизни.

## Список людей, фамилии которых начинаются с «Д»
| № | Фамилия, Имя Отчество              | Дата Указа | Деятельность | Годы жизни            |
| - | ---------------------------------- | ---------- | --- | --------------------- |
| 1 | Даниленко, Иван Ефимович           | 19.01.2005 | Председатель правления акционерного общества «Трест „Киевгорстрой-6“» холдинговой компании «Киевгорстрой», Киев                                                                                            | род. 31.01.1937       |
| 2 | Деревянко, Кузьма Николаевич       | 07.05.2007 | Генерал-лейтенант (посмертно) | 14.11.1904—30.12.1954 |
| 3 | Дерюгина, Альбина Николаевна       | 15.03.2002 | Старший тренер, директор спортивной детско-юношеской школы олимпийского резерва по художественной гимнастике, Киев                                                                                         | род. 16.03.1932       |
| 4 | Дзензерский, Виктор Александрович  | 20.08.2008 | Директор Института транспортных систем и технологий Национальной академии наук Украины, президент Международной научно-промышленной корпорации «ВЕСТА», доктор технических наук, профессор, Днепропетровск | род. 20.08.1944       |
| 5 | Дзюба, Иван Михайлович             | 26.07.2001 | Академик-секретарь Отделения литературы, языка и искусствоведения Национальной академии наук Украины, Киев                                                                                                 | род. 26.07.1931       |
| 6 | Дидкивский, Владимир Александрович | 13.11.2002 | Директор частной агрофирмы «Ерчики», Попельнянский район Житомирской области | род. 07.11.1953       |
| 7 | Дорошко, Михаил Константинович     | 23.08.2005 | Горнорабочий очистного забоя обособленного подразделения «Шахта „Ореховская“» акционерного общества «Краснодонуголь», Луганская область                                                                    | род. 01.07.1949       |
| 8 | Драч, Иван Фёдорович               | 19.08.2006 | Писатель, Киев | род. 17.10.1936       |